# Shanti Vening
Shanti de Jong (meisjesnaam Vening) is een personage uit de Nederlandse soapserie Goede tijden, slechte tijden. De rol werd van 8 januari 2019 tot en met 31 oktober 2024 gespeeld door actrice Bertrie Wierenga. Vanaf 1 juli 2025 wordt de rol gespeeld door Jolijn Henneman.

## Achtergrond
Sinds het eind van het achtentwintigste seizoen van de soap zijn er met grote snelheid veranderingen in de cast. Personages als Sam Dekker, Sjoerd Bouwhuis, Loes de Haan, Carlos Ramirez en Noud Alberts verlieten Meerdijk allemaal in amper een half jaar tijd. Tijdens de cliffhanger week kwam het personage Marieke de Moor te overlijden. Dit vroeg om een nieuw vrouwelijk karakter. De rol van Shanti kwam onverwachts in het verhaal wanneer zij huilend aan de bar in de Koning zat en door Tiffy Koster werd opgevangen.
Wierenga vertolkte de rol van januari 2019 tot en met oktober 2024; ze verliet oorspronkelijk tijdelijk de soap nadat ze een pauze wou. Vlak daarna kwam Wierenga erachter dat ze in verwachting was van haar eerste kindje en hierdoor zou zwangerschapsverlof direct achter haar tijdelijke vertrek plaats vinden. Echter nadat haar dochter geboren was kwam ze tot de conclusie dat ze niet meteen fulltime wilde werken om meer tijd met haar dochter te hebben. Parttime werken bij Goede tijden, slechte tijden was niet mogelijk waardoor Wierenga niet terugkeerde. De verhaallijnen waren al zodoende voorruit geschreven en ook een speciaal verhaallijn voor Shanti dat het personage wel terug keerde en werd overgenomen door Jolijn Henneman.

### Prijs
Op 12 oktober 2023 won actrice Bertrie Wierenga tijdens de 58e editie van het Gouden Televizier-Ring Gala de prijs voor Televizier-Ring Acteur. Ze won de prijs mede dankzij haar rol als Shanti Vening in de serie; voornamelijk door de verhaallijn over het personage haar stilgeboren baby.

## Verleden
Shanti is gewend dat ze veel voor elkaar krijgt met haar charmes, maar baalt als dit het enige is dat andere mensen zien. Ze is betrokken, warm en sympathiek en waardeert vriendschappen enorm. Shanti is nieuwsgierig en niet vies van een goede roddel. Ze kan flink van zich afbijten als ze het ergens mee oneens is.
Shanti is nagelstyliste en vindt dit werk hartstikke leuk om te doen. Ze is goed met klanten en heeft oog voor detail. Dat ze geen opleiding tot nagelstyliste heeft en een diploma heeft laten vervalsen, weten alleen haar collega's van haar oude werk waar ze zojuist ontslagen is. Shanti is niet dom, maar heeft een leerachterstand die ze angstvallig verborgen houdt: ze is laaggeletterd en kan nauwelijks lezen en schrijven. Haar ouders zijn zelf niet sterk met taal, geven hier ook niet om, en vonden het prima toen Shanti na heel veel struggles de middelbare school vroegtijdig verliet en allerhande praktische baantjes ging doen.
Shanti komt uit een liefdevol gezin, maar in de verzorging zijn wel wat dingen misgegaan; niet alleen qua educatie maar ook het feit dat Shanti eigenlijk de moeder was van haar beide ouders. Haar broertje deed nooit iets voor haar ouders, maar Shanti nam alles op zich. Toen hij degene was die haar geheim breed uitmat in het dorp waar ze woonden, zag Shanti geen andere mogelijkheid dan vertrekken op zeventienjarige leeftijd. Sindsdien woont ze op allerlei plekken.

## Leven in Meerdijk

### Komst naar Meerdijk
Wanneer Shanti huilend aan de bar in de Koning zit, nadat het net uit is met haar vriend, wordt zij door Tiffy opgevangen. Shanti vertelt dat ze ontslagen is en ook geen onderkomen heeft. Tiffy heeft onlangs een kamer gehuurd in het appartement van Rik en probeert hem over te halen om ook Shanti onderdak te verlenen. Na eerst af te houden stemt Rik uiteindelijk toch toe. Later krijgen ze een relatie.
Tiffy probeert ook te helpen om Shanti aan een baan te helpen. Uiteindelijk kan Shanti als nagelstyliste aan de gang bij CS, nadat ze van Kimberly een contract heeft gelezen. Ze heeft alleen nog niet de kans gehad om te vertellen dat ze niet kan lezen. Dit zou nog een probleem kunnen gaan worden op haar werk. Shanti kan het goed vinden met Anton Bouwhuis, als hij zijn gevoelens naar haar uit moet zij niks van hem later. Maar wanneer Anton Shanti helpt met leren lezen slaat de vonk over en de twee krijgen een relatie, hierdoor vraagt Anton een scheiding aan van zijn vrouw Linda Dekker. Linda vindt het nergens op slaan omdat ze het leeftijdverschil te groot vindt en maakt Shanti meerdere keren belachelijk, de twee belanden zelfs in een gevecht. Het loopt pas echt uit de hand als Shanti en Anton bijna om het leven komen door brandstichting. Linda heeft spijt en Anton besluit haar een tweede kans te geven. Net op dat moment blijkt Shanti zwanger te zijn; ze vertelt het Anton, maar hij weigert het te geloven totdat Shanti een miskraam krijgt. Shanti kan de misrkaam geen plaats geven, en krijgt op advies van Nina om het ongeboren baby een naam te geven. Ze noemt het Mila.
Ondertussen is Shanti per ongeluk haar moeder tegengekomen die ook in Meerdijk is komen wonen; dit is niemand minder dan de invloedrijke zakenvrouw Billy de Palma. Met veel moeite komen moeder en dochter tot elkaar; Billy koopt De Koning en geeft deze aan Shanti, maar regelt ook een schaduwboekhouder in verband met witwaspraktijken. Als Shanti achter de waarheid komt wil ze de Koning sluiten. Billy stelt voor om samen naar Costa Rica te verhuizen en daar opnieuw te beginnen; Shanti is in eerste instantie van plan om mee te gaan, maar na een gesprek met Rik besluit ze om toch in Meerdijk te blijven.
Shanti en Rik trouwen en besluiten na enige twijfels over en weer om een kind te nemen; ondertussen passen ze op Louise, de dochter van Riks broer Daan Stern die met een drankverslaving worstelt. Shanti vertelt dit ook wanneer de kinderbescherming langskomt vanwege een melding dat Daan zou hebben gedronken in bijzijn van Louise. Uiteindelijk krijgen Shanti en Rik de voogdij over Louise, mede dankzij de teruggekeerde Billy die Daan in de val heeft laten lopen. Shanti heeft medelijden met Daan en zorgt ervoor dat hij stiekem Louise mag zien.
Later ontdekt Shanti dat haar vader Pieter Nieuwenhuis is en leeft in het zuiden van het land. Ze dacht door haar moeder dat hij overleden was maar zoekt toch contact met hem. Uiteindelijk komt Pieter regelmatig naar Meerdijk en erkent Shanti tevens als zijn dochter. Niet veel later overlijdt Pieter en Shanti is kapot ervan.
Shanti blijkt zwanger van Rik en Rik is daar in eerste instantie niet blij mee. Hij draait na een tijdje bij, maar na een ongeval, waarbij Shanti’s lever beschadigd raakte, bleek dat later fataal voor het kindje, Jasmijn, dat dood geboren werd. (eerste uitzenddag na zomerstop 2022)

## Vrienden, familie en relaties

### Vrienden
- Tiffy Koster
- Nina Sanders
- Saskia Verduyn

### Familiebetrekkingen
- Pieter Nieuwenhuis (vader; overleden)
- Billy de Palma (moeder; overleden)
- Jasmijn de Jong (stilgeboren dochter)
- Noortje Nieuwenhuis (halfzus)
- Pax Nieuwenhuis (neefje)
- Dana Nieuwenhuis (nichtje)
- Bram Nieuwenhuis (neefje)
- Francesca Nieuwenhuis (grootmoeder)

### Relaties
- Anton Bouwhuis (relatie, 2019)
  - Miskraam (2019)
- Rik de Jong (relatie/getrouwd, 2019–)
  - Jasmijn de Jong (stilgeboren, 2022)
- Daan Stern (zoen, 2019)
- Richard van Nooten (onenightstand, 2024)